# Naobranchia denticis
Naobranchia denticis is een eenoogkreeftjessoort uit de familie van de Lernaeopodidae. De wetenschappelijke naam van de soort werd voor het eerst geldig gepubliceerd in 2011 door Ione Madinabeitia en Kazuya Nagasawa.